# 新门 (贝加莫)

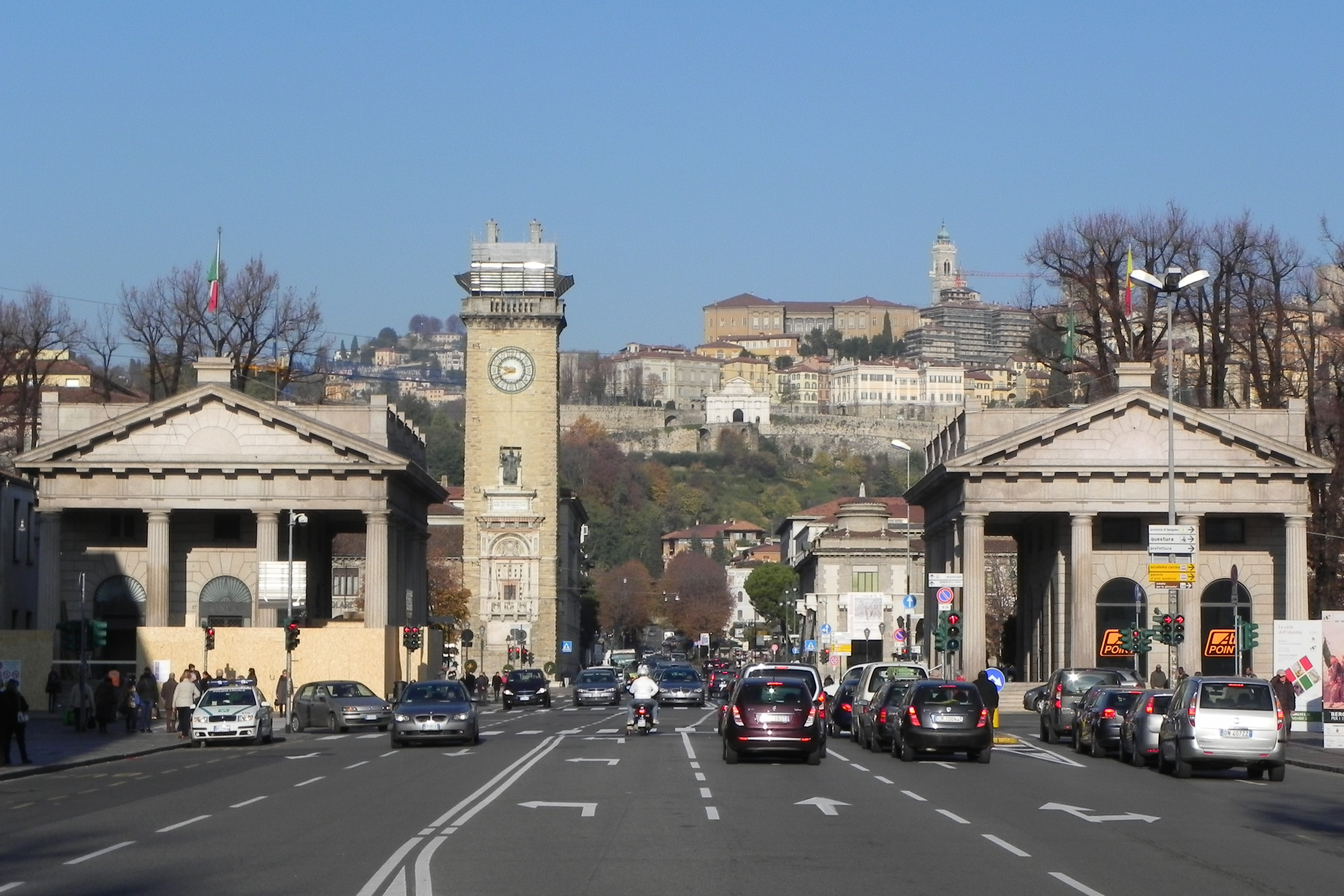

新门（Porta Nuova）是意大利贝加莫的一座宏伟的城门。 
它建于1837年，为新古典主义风格，用以迎接奥地利皇帝斐迪南一世访问该市（1838年）,1828年由建筑师朱塞佩·库西（Giuseppe Cusi）设计, 费迪南德·克里维利建造。
它位于若望教宗街（viale Papa Giovanni）, 用以连接奥地利火车站与通往上城的缆车站，并被迫拆除了恩宠圣母堂（église de Santa Maria delle Grazie）和修道院。 